# Sipogas A
Sipogas A is een bestuurslaag in het regentschap Padang Lawas Utara van de provincie Noord-Sumatra, Indonesië. Sipogas A telt 146 inwoners (volkstelling 2010).